# Raitschin
Raitschin ist ein Gemeindeteil der Gemeinde Regnitzlosau im Landkreis Hof (Oberfranken, Bayern).

## Geografie
Das Dorf liegt einen Kilometer östlich der Staatsstraße 2192 zwischen Regnitzlosau und Rehau. Raitschin liegt in einer sanft hügeligen Landschaft, die von Hügeln, Wäldern und Ackerland geprägt ist. Das Dorf liegt nahe der Grenze zur Tschechischen Republik.

## Geschichte
Das Dorf hat im Laufe der Jahre seinen traditionellen bayerischen Charakter bewahrt. Historisch gesehen besaß Fabian von Feilitzsch 1502 ein Vorwerk mit einer Schäferei dort. 1594 gab es eine Herberge „beim Ritterwald“, die 1610 zum Besitz des Gutes in Regnitzlosau zählte, welches sich hinter der Kirche befand. Hinweise auf einen Turmhügel in der Literatur haben sich als Lesefehler erwiesen. Im Dreißigjährigen Krieg wurde der Metzger Paul Schmidt 1632 von kaiserlichen und kronachischen Landsknechten erschossen.
Zum Stichtag der Volkszählung am 25. Mai 1987 hatte das Dorf 43 Einwohner in 12 Gebäuden mit Wohnraum bzw. 14 Wohnungen.
Höllerich stellte die Flurnamen Kalte Bögen, auch Kalte Pingen genannt, und Raitschin in den Zusammenhang mit Bergbauaktivitäten und dem Abbau von Eisenerz und Alaun. Aufgrund der geologischen Verhältnisse bei den Kalten Pingen geht er davon aus, dass dort im Tagebau Anstrengungen zum Abbau von Erz unternommen, aber keine nennenswerten Vorkommen gefunden wurden, was den Namen erklärt.

## Wirtschaft und Tourismus
Der Gasthof Raitschin ist ein traditionsreicher Landgasthof und ein Familienbetrieb mit fränkisch-bayerischer Küche, der seit 1898 besteht. Der Gasthof verfügt über 14 Gästezimmer.
Der Gasthof organisiert regelmäßig saisonale und thematische Veranstaltungen, die sowohl Einheimische als auch Touristen anziehen. Dazu gehören kulinarische Wochen, besondere Angebote zu Feiertagen sowie gelegentliche Livemusik und Unterhaltungsabende.

## Sehenswürdigkeiten in der Umgebung
Die St.-Ägidien-Kirche im benachbarten Ort Regnitzlosau ist ein bedeutendes historisches und architektonisches Denkmal. Die natürliche Umgebung bietet zahlreiche Möglichkeiten zur Freizeitgestaltung im Freien.